# Greenacres, Florida
Greenacres är en stad (city) i Palm Beach County, i delstaten Florida, USA. Enligt United States Census Bureau har staden en folkmängd på 38 009 invånare (2011) och en landarea på 15 km².